# 성민 (수영 선수)
성민(成珉, 1982년 10월 15일~)은 대한민국의 수영 선수이다.
개신교 신자이며 미국에서 태어난 선천적 복수국적자이다.
2002년 프랑스 파리에서 열린 FINA Swimming World Cup 경기대회에서 대한민국 수영역사상 최초로 배영200m 및 배영100m 경기에서 금메달을 획득하였고 배영50m 경기에서는 은메달을 획득하며 쇼트코스 아시아신기록 및 한국신기록을 수립하였다.
2000년부터 2010년까지 11년간 대한민국 국가대표 수영선수로서 2000년 시드니 하계 올림픽,2004년 아테네 하계 올림픽,2008년 베이징 하계 올림픽 경기대회에 대한민국 국가대표 선수로 3회연속 출전하였다.
2007년부터 2010년까지 4년간 대한민국 수영 국가대표팀 주장을 하였다.
2001년부터 2015년까지 15년연속 배영50m 한국기록을 수립하고 보유하였으며 2001년부터 2009년까지 9년연속 배영100m 한국기록을 수립하고 보유하였다.2005년부터 2008년까지 4년간 접영50m 한국기록을 보유하기도 하였다. 2003년 미국 인디애나폴리스에서 개최한
전미 수영 선수권 대회 참가하여 배영100m 경기에서 3위로 입상하며 대한민국 수영선수 최초로 55초에 진입하였다.
2005년 터키 이즈미르에서 열린 하계 유니버시아드 경기대회에서 대한민국 수영선수로는 최초로 배영50m 경기에서 은메달을 획득하며 25초에 진입하였다. 2008년 베이징 하계 올림픽 경기대회 배영100m 경기에 출전하여 대한민국 수영선수 최초로 54초에 진입하였다. 전국체육대회에서 2000년부터 2009년까지 총24개의 금메달 및 다수의 메달을 획득하였으며 2000,2001,2009년 대회는 4관왕을 하였다. 배영100m 경기는 2000년부터 2009년까지 9연패를 2002년을 제외하고 2003년부터 2009년까지 7년연속 우승을 하였다. 배영200m 경기는 2000년부터 2007년까지 7연패를
2002년을 제외하고 2003년부터 5년연속 우승을 하였다. 2008년부터 새로 도입된 배영50m경기 초대 우승을 하였다. 2009년까지 2연패 및 2년연속 우승을 하였다.

## 학력
- 경기체육고등학교 졸업
- 한국체육대학교 체육교육학 학사
- 한국체육대학교 대학원 체육학 석사(스포츠 심리학 전공)

## 국가대표 경력
- 2000년 부산 아시아 수영 선수권
- 2000년 시드니 올림픽
- 2001년 코리아 오픈
- 2001년 오사카 동아시아 경기대회
- 2001년 베이징 유니버시아드
- 2002년 FINA 쇼트 코스 월드컵
- 2002년 코리아 오픈
- 2002년 부산 아시안 게임
- 2003년 바르셀로나 세계 수영 선수권
- 2003년 대구 유니버시아드
- 2004년 아테네 올림픽
- 2005년 이즈미르 유니버시아드
- 2005년 마카오 동아시아 경기대회
- 2006년 도하 아시안 게임
- 2007년 방콕 유니버시아드
- 2008년 차이나 오픈
- 2008년 베이징 올림픽
- 2009년 베오그라드 유니버시아드
- 2009년 로마 세계 수영 선수권

## 선수경력
○Best 세계 Ranking 
- 배영50m 8위(2005년)

-25.59(세계 유니버시아드 2위)
- 배영100m 15위(2003년)

-55.86(전미 수영 선수권 대회 3위)
- 배영200m 23위(2003년)

-2:01.19(전미 수영 선수권 대회 4위)
○Best 쇼트 코스 세계 Ranking 
- 배영50m 21위(2002년)

-24.86(FINA 수영 월드컵 2위).
- 배영100m 19위(2002년)

-53.15(FINA 수영 월드컵 1위).
- 배영200m 11위(2002년)

-1:54.65(FINA 수영 월드컵 1위).
○Best 아시아 Ranking 
- 배영50m 2위(2005년)

- 배영100m 3위(2008년)

- 배영200m 3위(2003년)

○Best 쇼트 코스 아시아 Ranking 
- 배영50m 2위(2002)

- 배영100m 2위(2002)

- 배영200m 1위(2002)

○한국 Ranking
- 배영50m 1위(2000~2009년)

- 배영100m 1위(2000~2009년)

- 배영200m 1위(2000~2008년)

- 접영50m 1위(2005~2008년)

●아시아기록 
- 쇼트 코스 배영50m(24.86)

-2002 FINA 수영 월드컵
- 쇼트 코스 배영100m(53.15)

-2002 FINA 수영 월드컵
- 쇼트 코스 배영200m(1:54.65)

-2002 FINA 수영 월드컵
●한국기록 
배영50m 
-9년 연속 경신(2001~2009)
-15년 연속 보유(2001~2015)
배영100m  
-9년 연속 경신 및 보유(2001~2009)  
접영50m 
-4년 연속 보유(2005~2008)
혼계영 
-9년 연속 경신 및 보유(2001~2009)
계영 
-9년 연속 경신 및 보유(2001~2009)